# Авсюк, Григорий Александрович
Григо́рий Алекса́ндрович Авсю́к (16 (29) декабря 1906, Санкт-Петербург, Российская империя — 30 ноября 1988, Москва, СССР) — советский физико-географ, организатор науки, руководитель советских гляциологических исследований по международным программам (с 1956 года), академик АН СССР (1984).

## Биография
Родился 16 (29) декабря 1906 года в Санкт-Петербурге в семье военного топографа, А. Г. Авсюка (1871—1965). Учился в Московском топографическом училище. В 1930 году окончил Московский геодезический институт.
Работал в Главном управления Северного морского пути. Участвовал в полярных экспедициях, дважды зимовал на полуострове Таймыр, составил специальные карты Арктики.
C 1937 года работал в Институте географии АН СССР, где он руководил стереофотограмметрической лабораторией, которая занималась съёмкой ледников.
В 1946—1953 годах разработал программу комплексных исследований оледенения Тянь-Шаня, для этого в 1948 году была основана Тянь-Шанская высокогорная физико-географическая станция.
В 1954 году защитил докторскую диссертацию, посвященную температурному режиму ледников земного шара.
В 1954—1984 годах был заместителем директора Института географии АН СССР.
В 1956 году возглавил подготовку и проведение советских гляциологических исследований по программе Международного геофизического года (МГГ 1957—1958).
В марте 1956 года создал и возглавил отдел гляциологии в Институте географии АН СССР.
В 1958 организовал стационар по наблюдениям за ледниками Полярного Урала.
Занимался изучением современного оледенения Тянь-Шаня, исследованием температурного режима ледников, общими вопросами гляциологии. Инициатор стационарных наблюдений на горных ледниках СССР. Разработал геофизическую классификацию ледников, основанную на выделении 5 основных типов распределения температуры в толще льда.
В 1956—1988 годах — заместитель академика-секретаря Отделения геолого-географических наук АН СССР.
С 10 июня 1960 года — член-корреспондент АН СССР, Отделение геолого-географических наук (гидрогеология).
В 1968—1988 годах — заместитель председателя Секции наук о Земле Президиума АН СССР.
Председатель Междуведомственной комиссии по изучению Антарктики при Президиуме АН СССР.
С 26 декабря 1984 года академик АН СССР — Отделение океанологии, физики атмосферы и географии (география).

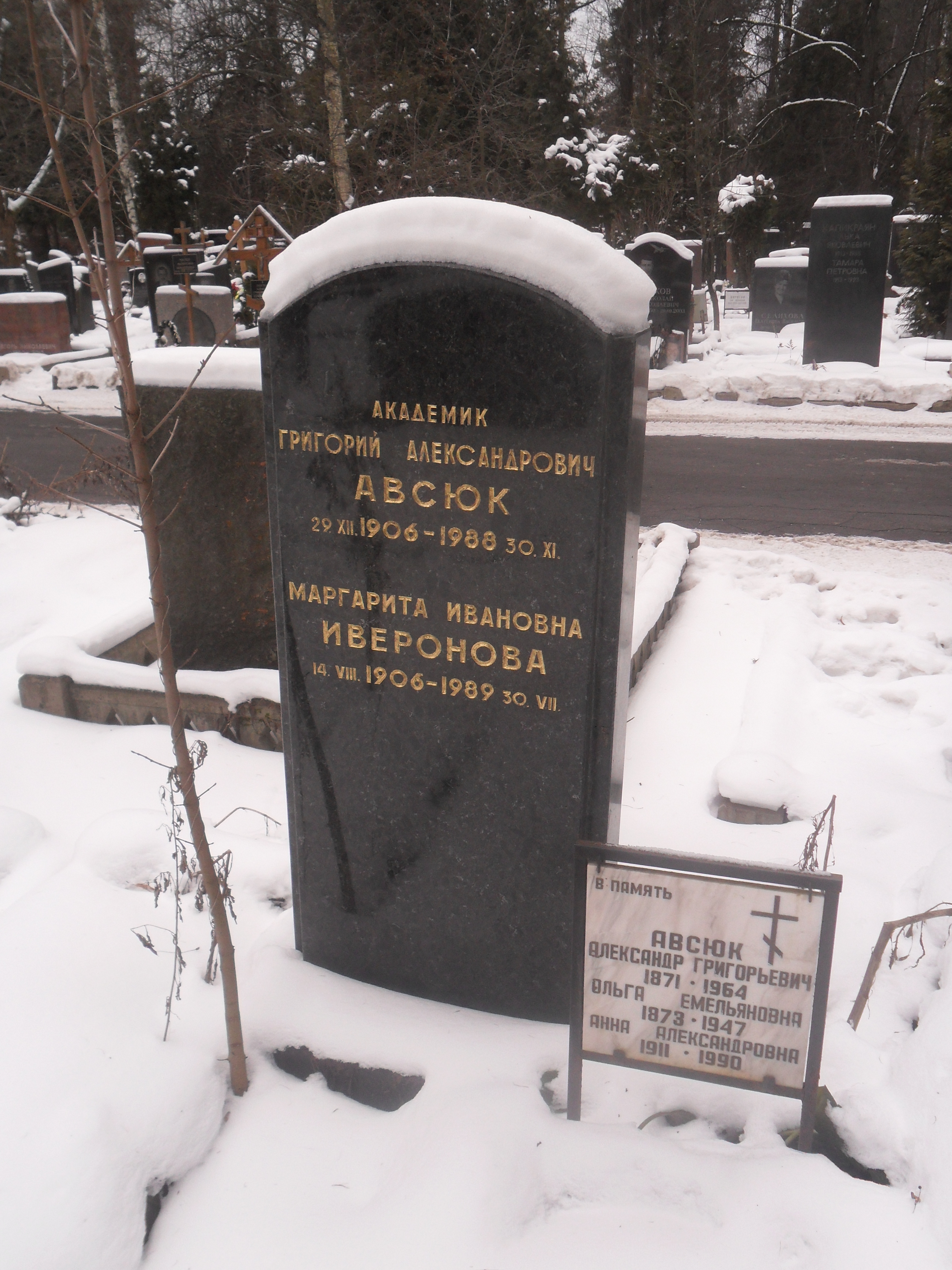
Могила Г. А. Авсюка на Кунцевском кладбище.

В 1985—1987 годах был директором Института географии АН СССР.
Скончался в Москве 30 ноября 1988 года, похоронен на Кунцевском кладбище.

## Семья
- Отец — Авсюк, Александр Григорьевич (1871—1965) — полковник (1915). Начальник Топографической партии военно-геодезического управления (с 1920).
- Мать — Ольга Емельяновна (1873—1947)
  - Сестра — Корф Анна Александровна (1911—1990)

Жена — Иверонова, Маргарита Ивановка (1906—1989)

## Память
Именем Г. А. Авсюка названы ледники на:
- Ледник Авсюк — Земля Франца-Иосифа.
- Ледник Авсюка — Джунгарский Алатау.
- Ледник Авсюка[англ.] в Антарктиде (координаты: 67°07′ ю. ш. 67°15′ з. д.HGЯO)[10].

## Членство в организациях
- 1947 — член КПСС.
- 1959 — член Гляциологического общества Великобритании.
- 1972 — член Болгарской Академии наук.
- 1984 — действительный член АН СССР.

## Основные публикации
Автор трудов по исследованию температурного режима ледников, среди них:
- Горы юго-восточного Казахстана" (1945, соавтор).
- Температура льда в ледниках" (1956, «Труды Института географии АН СССР», вып. 67).